# My Country ’Tis of Thee
My Country ’Tis of Thee ist ein US-amerikanischer Kurzfilm aus dem Jahr 1950.

## Handlung
Eine Texttafel zu Beginn weist darauf hin, dass der Film zwar auch als Unterhaltung gedacht sei, aber vor allem den Zuschauer an das Erbe des Landes erinnern solle, das er genießen und für die Nachwelt erhalten soll. Es folgt ein Rückblick auf die Geschichte der Vereinigten Staaten. Beginnend mit den Pilgervätern, die das Land besiedeln, geht der Überblick weiter zu den Siedlern, die ihnen folgen und die Kolonien gründen. Es folgen erste Steuern und heftige Proteste dagegen, woraufhin Patrick Henry die berühmte Rede Give me Liberty, or give me Death! hält. Es kommt zur Boston Tea Party und zur Declaration of Independence mit der Verfassung der Vereinigten Staaten und der Bill of Rights. George Washington wird der erste Präsident des Landes.
Es folgt der Krieg von 1812 und Francis Scott Key schreibt das Lied The Star-Spangled Banner. Die Nordstaaten kämpfen gegen die Südstaaten und Abraham Lincoln wird ermordet. Die Eisenbahn erobert das Land und nach Ende des Ersten Weltkrieges beginnt im Land ein Bauboom. Der Zweite Weltkrieg beginnt in den Vereinigten Staaten mit dem Angriff auf Pearl Harbor. Die Vereinigten Staaten sind in Italien, Afrika und Deutschland aktiv und siegen, müssen in ihrem Land mit dem Tod Franklin D. Roosevelts jedoch ein herben Verlust hinnehmen. Der Weltkrieg endet für die Vereinigten Staaten mit dem Abwurf der Atombomben auf Hiroshima und Nagasaki, der glorreich geschildert und gezeigt wird. Es folgt die Unterzeichnung der Charta der Vereinten Nationen und die Erkenntnis, dass mit dem Kalten Krieg ein neuer Krieg begonnen hat. Der Nordatlantikvertrag vereint die friedliebenden Völker. Der Sprecher betont, dass Amerika in der Vergangenheit sechs Kriege gewonnen habe und auch zukünftig dafür sorgen werde, dass der Frieden nicht von der Erde verschwindet.

## Produktion
Der in Technicolor realisierte Film wurde aus Wochenschauen sowie Kurz- und Langfilmen zusammengeschnitten. Erzähler Marvin Miller stellt zu den Bildern die Geschichte der Vereinigten Staaten vor. Der Filmtitel bezieht sich auf das patriotische Lied My Country, ’Tis of Thee, einer inoffiziellen Nationalhymne der Vereinigten Staaten, die im Film mehrfach gespielt wird.
My Country ’Tis of Thee wurde Ende 1950 erstmals veröffentlicht und erschien 2007 als Special auf der DVD Des Königs Admiral.

## Auszeichnungen
My Country ’Tis of Thee wurde 1951 für einen Oscar in der Kategorie „Bester  Kurzfilm (zwei Filmrollen)“ nominiert, konnte sich jedoch nicht gegen Im Tal der Biber durchsetzen.